# Müllerbeat
Müllerbeat war eine 1987 in Lauchhammer gegründete deutsche Musikgruppe. 

## Bandgeschichte
Die Band wurde 1987 in Lauchhammer (Bezirk Cottbus) von Michael Beier, Maik Müller, Tino Sieber, Bruno Stamm und Thomas Schöps gegründete. Zunächst coverte die Bands Titel von Musikern wie Peter Maffay, 999, Sex Pistols, The Police, The Smiths und Udo Lindenberg. Später entstanden erste eigene Kompositionen. 
Nach ersten Konzerten in der Heimatstadt und der näheren Umgebung folgten bald größere Auftritte in Cottbus und Berlin. 1988 wurden sie beim Rockwettbewerb in Lugau zum Publikumsliebling gewählt.
Nach zwei Demotapes erschien 1990 im Selbstverlag das in Finsterwalde aufgenommene Album Jig 'n' Jostle. Musikalisch orientierte sich Müllerbeat stark an britischen Bands wie Housemartins, The Beautiful South und The Smiths. Aber auch Ska-Einflüsse von Madness flossen in ihre Songs ein. Nachdem der Bassist Bruno Stamm zur Armee eingezogen wurde, übernahmen Musiker wie Kai-Uwe Kohlschmidt kurzfristig dessen Position.
Der Saxophonist und Keyboarder Lutz „Lu“ Schulz, der zuvor Mitglied der Cottbusser Band WK 13 war, gehörte später ab 1988 zur Formation. Im Jahr 1991 unterschrieb die Band einen Plattenvertrag und nahm das Album Don't Call Me Müller! im Pop-Studio in der Berliner Nalepastraße auf, das über Deutsche Schallplatten Berlin  auf dem neuen Pop-Rock-Label Z / Zong Records veröffentlicht wurde. In den Turbulenzen der Nach-Wende-Zeit wurde das Plattenlabel Z / Zong Records 1994 von BMG geschluckt und später aufgelöst. Anfang der 1990er tourte die Band noch durch zahlreiche Clubs, löste sich aber endgültig 1993 auf.

## Diskographie (Auswahl)
- 1990: Jig 'n' Jostle (Eigenverlag)
- 1992: Don't Call Me Müller! (Deutsche Schallplatten Berlin/Zong)